# Magné (Deux-Sèvres)
Magné é uma comuna francesa na região administrativa da Nova Aquitânia, no departamento de Deux-Sèvres. Estende-se por uma área de 14,8 km². Em 2010 a comuna tinha 2 749 habitantes (densidade: 185,7 hab./km²).